# Замкнута множина
За́мкнута множина́ — підмножина простору, доповненням до якої є відкрита множина.

## Означення
Нехай дано топологічний простір {\displaystyle (X,{\mathcal {T}})}. Множина {\displaystyle V\subset X} називається замкнутою відносно топології {\displaystyle {\mathcal {T}}}, якщо існує відкрита множина {\displaystyle U\in {\mathcal {T}},} така що {\displaystyle V=X\setminus U.}

## Приклади
- Весь простір {\displaystyle X}, а також порожня множина {\displaystyle \emptyset } завжди замкнуті.
- Інтервал {\displaystyle [a,b]\subset \mathbb {R} } замкнутий в стандартній топології на дійсній прямій, бо його доповнення відкрите.
- Множина {\displaystyle \mathbb {Q} \cap [0,1]} замкнута в просторі раціональних чисел {\displaystyle \mathbb {Q} }, але не замкнута в просторі всіх дійсних чисел {\displaystyle \mathbb {R} }.

## Властивості
Із аксіом означення топології випливає:
- перетин будь-якого набору замкнутих множин є замкнутою множиною
- об'єднання скінченної кількості замкнутих множин є замкнутою множиною

Інші властивості:
- множина може бути ні замкнутою ні відкритою одночасно, як наприклад напіввідкритий інтервал в {\displaystyle \mathbb {R} }, {\displaystyle [a,b)} (при стандартній топології на {\displaystyle \mathbb {R} })
- множина може бути і відкритою і замкнутою водночас — такими є всі підмножини в дискретній топології (де топологія — набір всіх підмножин даної множини)